# John Anthony Brooks
John Anthony Brooks (Berlín, Alemania, 28 de enero de 1993) es un futbolista estadounidense que juega como defensor y cuyo club es el Hertha Berlín de la 2. Bundesliga.

## Trayectoria

### Hertha Berlín
Brooks es un producto de la cantera del Hertha Berlín. Tras pasar un par de temporadas con los equipos juveniles, realizó su debut profesional con el primer equipo el 3 de agosto de 2012 en el empate 2-2 contra el SC Paderborn 07. Se afianzó como titular en la temporada 2012-13; fue una de las revelaciones del torneo y fue una pieza fundamental en la campaña que le sirvió al club de Berlín para regresar a la 1. Bundesliga.
Brooks inició su primera campaña en la máxima división del fútbol alemán arrancando como titular en el partido inaugural de la temporada el 10 de agosto de 2013 y anotando uno de los goles de su equipo en la victoria 6-1 sobre el Eintracht Frankfurt. Luego de sufrir un par de lesiones y quedar fuera de la alineación titular incluso después de recuperarse, Brooks volvió a iniciar un partido con el Hertha el 22 de marzo de 2014, jugando los 90 minutos en la derrota 3-0 ante el Borussia Mönchengladbach. Semanas después de regresar de su lesión se volvió a afianzar como titular y anotó un gol en la victoria 3-1 sobre el Braunschweig el 26 de abril de 2014.

#### Temporada 2014-15
Comenzó la temporada 2014-15 luego de la Copa del Mundo con muchos altibajos, lo que provocó que sea descendido al equipo de reservas del club, alternando apariciones con este último y esporádicas entradas desde la banca con el primer equipo. No obstante, Brooks recuperó su puesto a medida que avanzó la temporada, llegando incluso a ser nombrado al equipo de la semana de Bundesliga por la revista Kicker en las semanas 13 y 15
El 17 de diciembre de 2014 anotó su primer gol de la temporada en un empate 4-4 frente al Eintracht Frankfurt.

### VfL Wolfsburgo y S. L. Benfica
El 1 de junio de 2017 se unió al VfL Wolfsburgo proveniente del Hertha Berlín por 17 millones de euros.[cita requerida] Abandonó el club en junio de 2022 después de que en el mes de marzo se anunciara que no iba a renovar su contrato. Entonces se fue al S. L. Benfica, equipo con el que firmó por un año el 1 de septiembre.

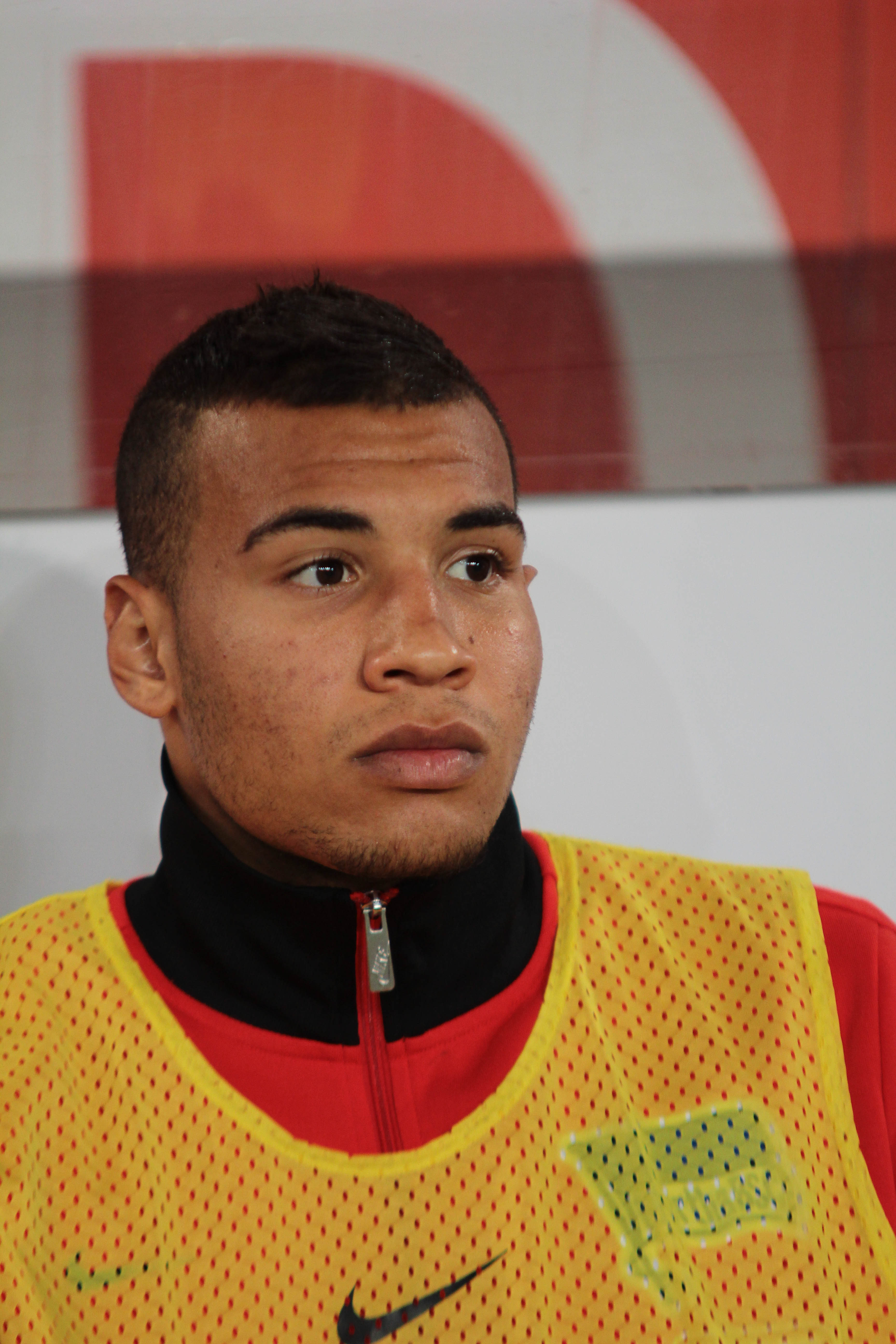
Brooks con el Hertha Berlín en 2012.

En el conjunto lisboeta disputó cinco partidos y en enero de 2023 regresó a Alemania tras ser traspasado al TSG 1899 Hoffenheim. Con este equipo jugó 39 encuentros en temporada y media, marchándose en junio de 2024 al expirar su contrato.

### Regreso a Berlín
El 29 de agosto de 2024, siete años después de su marcha, volvió al Hertha Berlín firmado hasta 2026.

## Selección nacional

### Selecciones inferiores
Brooks ha sido miembro de la selección sub-20 y ha participado de entrenamientos con la selección sub-23 de los Estados Unidos, y es considerado uno de los más importantes prospectos del fútbol de ese país. Aun no había jugado en competiciones oficiales para la selección mayor, por lo que todavía podía jugar para la selección alemana si así lo quisiera, ya que posee doble nacionalidad.
Pese a que hubo especulación en 2013 de que Brooks jugaría para los Estados Unidos en la Copa Mundial de Fútbol Sub-20 de ese año, el germano-estadounidense decidió por no aceptar ninguna convocatoria, citando que necesitaba de una pretemporada larga para preparase para los rigores de la Bundesliga en la temporada siguiente con el Hertha Berlín.
Brooks también participó de entrenamientos con la selección alemana sub-20 en 2012 y 2013.

### Selección absoluta de Estados Unidos
El 26 de julio de 2013, el agente de Brooks anunció que el futbolista había sido convocado para el partido amistoso de los Estados Unidos frente a Bosnia y Herzegovina en Sarajevo el 14 del mes siguiente. Hizo su debut internacional en ese partido jugando los 90 minutos. Dos semanas después, el 29 de agosto, recibió su primera convocatoria para partidos oficiales cuando fue llamado por el entrenador Jürgen Klinsmann con miras a dos encuentros importantes frente a Costa Rica y México por las eliminatorias a la Copa Mundial de Fútbol de 2014.
El 12 de mayo de 2014, Brooks fue incluido por Klinsmann en la lista provisional de 30 jugadores con miras a la Copa Mundial de Fútbol de 2014. El 22 de mayo fue incluido en la lista definitiva de 23 jugadores. Brooks anotó su primer gol con la selección mayor en el primer partido del torneo, dándole a su equipo la victoria 2-1 sobre Ghana en los minutos finales del partido.
En junio de 2016, Brooks fue incluido en la lista oficial de jugadores que disputaron la Copa América Centenario en su país. Brooks jugó un notable torneo, ayudando a su equipo a alcanzar las semifinales y obteniendo el premio al jugador del partido en la victoria 1-0 sobre Paraguay en la fase de grupos.

### Participaciones en la Copa América
| Copa                           | Sede           | Resultado    |
| ------------------------------ | -------------- | ------------ |
| Copa América Centenario (2016) | Estados Unidos | Cuarto lugar |

### Participaciones en Copas de Oro
| Torneo                          | Sede                   | Resultado    |
| ------------------------------- | ---------------------- | ------------ |
| Copa de Oro de la Concacaf 2015 | Estados Unidos/ Canadá | Cuarto lugar |

### Participaciones en Liga de Naciones de la Concacaf
| Torneo                                  | Sede                              | Resultado |
| --------------------------------------- | --------------------------------- | --------- |
| Liga de Naciones de la Concacaf 2019-20 | territorios asociados de Concacaf | Campeón   |

### Participaciones en Copas del Mundo
| Mundial                        | Sede   | Resultado        |
| ------------------------------ | ------ | ---------------- |
| Copa Mundial de Fútbol de 2014 | Brasil | Octavos de final |

### Goles internacionales
| #  | Fecha               | Lugar                                      | Rival        | Gol   | Resultado | Competición                    |
| -- | ------------------- | ------------------------------------------ | ------------ | ----- | --------- | ------------------------------ |
| 1. | 16 de junio de 2014 | Arena das Dunas, Natal, Brasil             | Ghana        | 2 – 1 | 2 – 1     | Copa Mundial de Fútbol de 2014 |
| 2. | 5 de junio de 2015  | Amsterdam Arena, Ámsterdam, Países Bajos   | Países Bajos | 2 – 3 | 4 – 3     | Amistoso                       |
| 3. | 28 de mayo de 2016  | Sporting Park, Kansas City, Estados Unidos | Bolivia      | 2 – 0 | 4 – 0     | Amistoso                       |

## Estadísticas

### Clubes
Actualizado el 20 de abril de 2024.
| Hertha Berlín · Alemania | 2.ª           | 2012-13       | 29  | 1  | 0  | 0 | —  | — | 29  | 1  |
| Hertha Berlín · Alemania | 1.ª           | 2013-14       | 16  | 2  | 1  | 0 | —  | — | 17  | 2  |
| Hertha Berlín · Alemania | 1.ª           | 2014-15       | 27  | 1  | 1  | 0 | —  | — | 28  | 1  |
| Hertha Berlín · Alemania | 1.ª           | 2015-16       | 23  | 1  | 4  | 1 | —  | — | 27  | 2  |
| Hertha Berlín · Alemania | 1.ª           | 2016-17       | 24  | 2  | 3  | 0 | 2  | 0 | 29  | 2  |
| VfL Wolfsburgo · Alemania | 1.ª           | 2017-18       | 11  | 0  | 1  | 0 | —  | — | 12  | 0  |
| VfL Wolfsburgo · Alemania | 1.ª           | 2018-19       | 29  | 3  | 3  | 0 | —  | — | 32  | 3  |
| VfL Wolfsburgo · Alemania | 1.ª           | 2019-20       | 25  | 0  | 1  | 0 | 5  | 1 | 31  | 1  |
| VfL Wolfsburgo · Alemania | 1.ª           | 2020-21       | 32  | 2  | 2  | 0 | 1  | 0 | 35  | 2  |
| VfL Wolfsburgo · Alemania | 1.ª           | 2021-22       | 31  | 1  | 1  | 0 | 4  | 0 | 36  | 1  |
| VfL Wolfsburgo · Alemania | Total club    | Total club    | 128 | 6  | 8  | 0 | 10 | 1 | 146 | 7  |
| S. L. Benfica Portugal | 1.ª           | 2022-23       | 2   | 0  | 3  | 0 | 0  | 0 | 5   | 0  |
| S. L. Benfica Portugal | Total club    | Total club    | 2   | 0  | 3  | 0 | 0  | 0 | 5   | 0  |
| TSG 1899 Hoffenheim · Alemania | 1.ª           | 2022-23       | 15  | 0  | 1  | 0 | ―  | ― | 16  | 0  |
| TSG 1899 Hoffenheim · Alemania | 1.ª           | 2023-24       | 21  | 2  | 2  | 0 | ―  | ― | 23  | 2  |
| TSG 1899 Hoffenheim · Alemania | Total club    | Total club    | 36  | 2  | 3  | 0 | 0  | 0 | 39  | 2  |
| Hertha Berlín · Alemania | 2.ª           | 2024-25       | 0   | 0  | 0  | 0 | ―  | ― | 0   | 0  |
| Hertha Berlín · Alemania | Total club    | Total club    | 119 | 7  | 9  | 1 | 2  | 0 | 130 | 8  |
| Total carrera | Total carrera | Total carrera | 285 | 15 | 23 | 1 | 12 | 1 | 320 | 17 |
| (1)Incluye datos de la promoción de ascenso y descenso (2017-18). (2)Incluye datos de la DFB Pokal (2013-22), Copa de Portugal (2022-23) y Copa de la Liga de Portugal (2022-23). (3)Incluye datos de la Liga de Campeones de la UEFA (2021-act.) y Liga Europa de la UEFA (2016-17, 2019-20). |               |               |     |    |    |   |    |   |     |    |

## Palmarés

### Títulos internacionales
| Título                          | Club (*)       | Sede           | Año  |
| ------------------------------- | -------------- | -------------- | ---- |
| Liga de Naciones de la Concacaf | Estados Unidos | Estados Unidos | 2021 |

(*) Incluyendo la selección.